# Parque Bolívar (Tarija)
El parque Bolívar es un parque público situado en la ciudad de Tarija, al sur de Bolivia. Es el parque más antiguo de la ciudad, y tiene unas dimensiones aproximadas de 331 metros de largo por 42 metros de ancho, con una superficie de 13.902 m².

## Historia

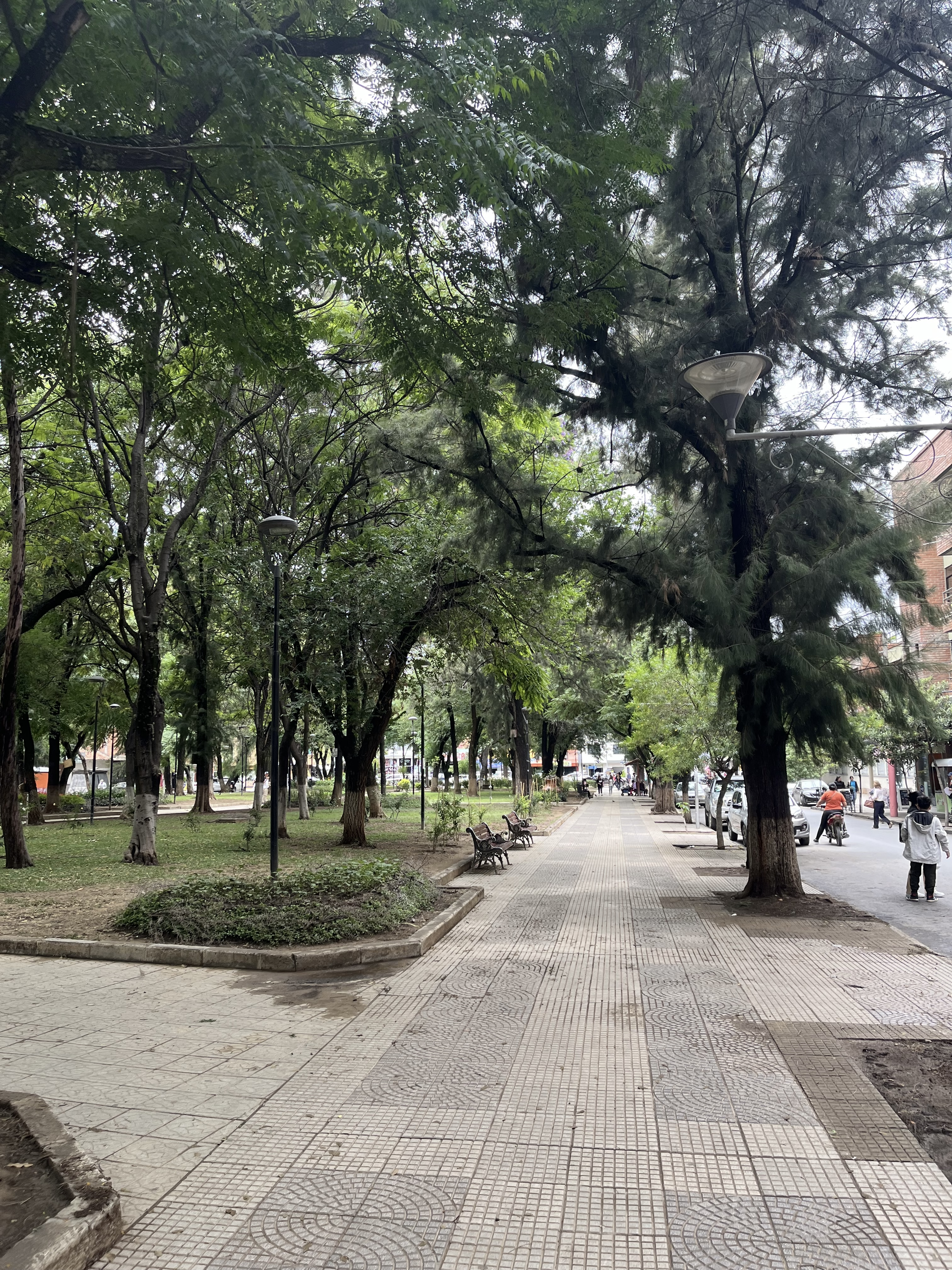
Acera sur del Parque Bolívar.

Anteriormente, el parque era conocido como Prado Bolívar, y su proyección comenzó el año 1915. Por Ley del 7 de septiembre de 1915 la prefectura del departamento expropió los terrenos para su creación, trazando y arborizando la zona, procediendo al descuento a los funcionarios de la administración pública para conseguir los fondos necesarios.
En 1920 este parque fue denominado como Parque Zalles Calderón por Resolución Municipal, en reconocimiento al ministro Juan María Zalles Calderón que llegó a Tarija para imponer orden luego de las elecciones nacionales tras agitaciones violentas. Posteriormente, en el año 1931, por disposición de la Municipalidad fue restituido su nombre original como Prado Bolívar.
Durante la guerra del Chaco entre Bolivia y Paraguay, el parque quedó convertido en un páramo debido al paso obligatorio de vehículos que destruyeron las jardineras y los árboles.